# Rezz

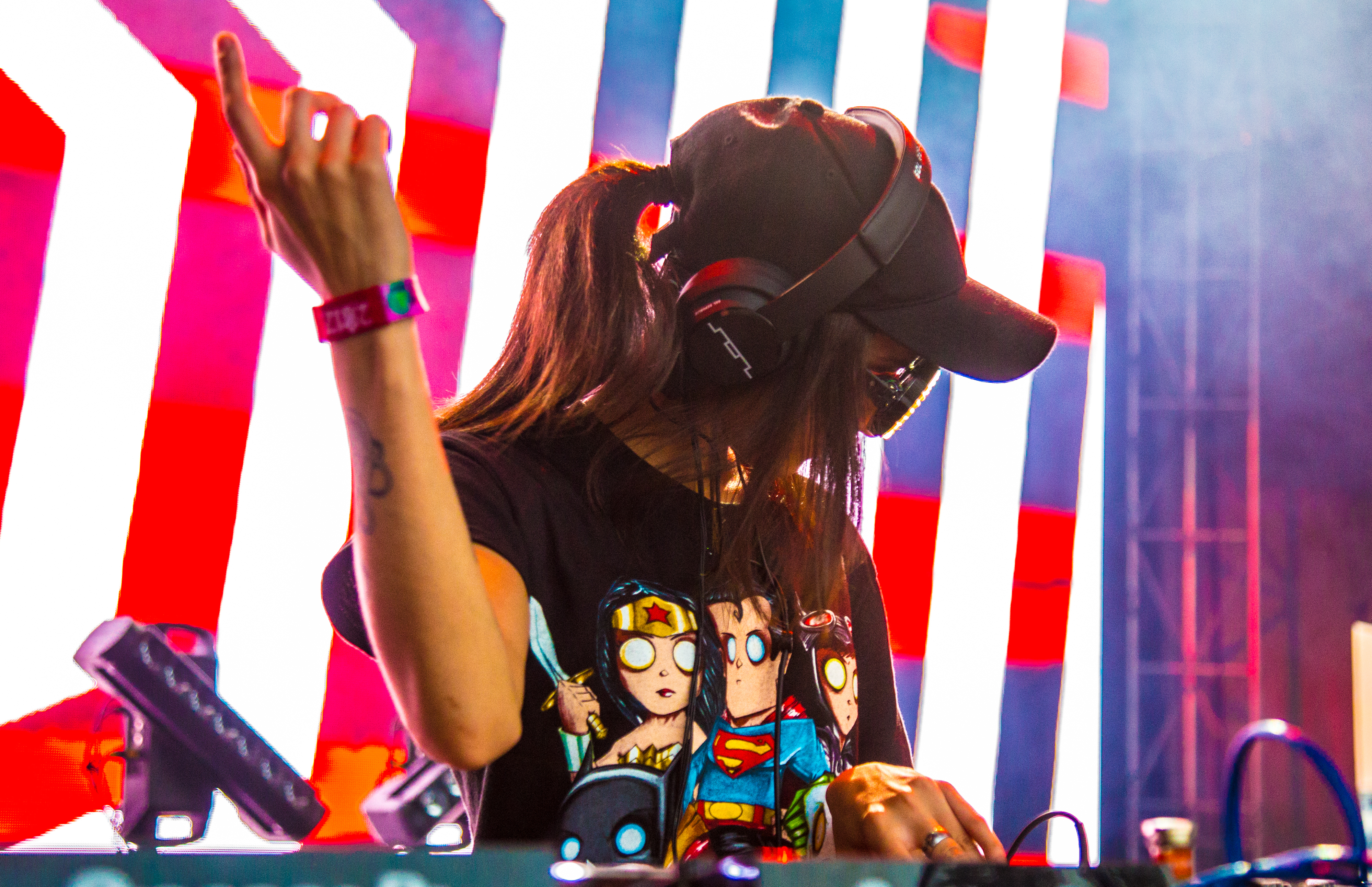
Rezz (2017)

Isabelle Rezazadeh (* 28. März 1995 in Charkiw, Ukraine), bekannt unter ihrem Künstlernamen Rezz (stilisiert als REZZ), ist eine kanadische DJ- und Plattenproduzentin aus Niagara Falls, Ontario. Rezz produziert überwiegend Musik in den Stilrichtungen Mid-Tempo-Bass sowie New-Beat-Techno.
Sie veröffentlichte ihr Debüt-EP Insurrection im Jahr 2015 über das Sublabel Nest HQ von OWSLA. 2016 unterschrieb sie beim Plattenlabel mau5trap und veröffentlichte die Nachfolger The Silence is Deafening und Something Wrong Here. Am 4. August 2017 veröffentlichte Rezazadeh ihr Debüt-Studioalbum Mass Manipulation mit seinem Nachfolger Certain Kind of Magic, der 2018 veröffentlicht wurde.

## Frühes Leben
Rezazadeh wurde in der Ukraine als Tochter einer ukrainischen Mutter und eines iranischen Vaters geboren, bevor sie in jungen Jahren nach Kanada zog. Während des Besuches der High School arbeitete sie in einem Hard Rock Cafe an den Niagarafällen.
Rezazadeh begann im Alter von 16 Jahren mit dem DJing und spielte Musik von anderen Künstlern, bis sie von einem Deadmau5-Konzert dazu inspiriert wurde, ihre eigene zu kreieren. Sie wurde auf einem Blog von Skrillex bemerkt, der ihr dann folgte und ihr eine Nachricht auf Twitter schickte.

## Karriere

### 2015–2016: Erweiterte Stücke
Im Jahr 2015 begann Rezazadeh in ihrem Haus in Niagara Falls, Ontario, mit der Produktion von Musik auf ihrem Laptop und lud sie auf SoundCloud hoch. Am 20. Juli 2015 veröffentlichte sie Insurrection auf der Owsla-Tochter NEST. Später in dem Jahr veröffentlichte sie Musik auf Deadmau5s Plattenlabel Mau5trap und ihr Track Serenity wurde 2015 auf dem Compilation-Album We Are Friends, Vol. 1 veröffentlicht.
2016 kündigte Rezazadeh ihre erste EP auf dem Musiklabel Mau5trap an, The Silence is Deafening, die am 22. Januar 2016 veröffentlicht wurde. Darauf folgte später in diesem Jahr eine zweite EP-Veröffentlichung auf Mau5trap, Something Wrong Here, am 7. Oktober 2016. Die EP wurde in den Vereinigten Staaten gechartet und erreichte Platz 19 der Billboard Dance Charts.

### 2017–2018:Mass ManipulationundCertain Kind of Magic
Im Jahr 2017 kündigte Mau5trap Rezazadehs Debüt-Studioalbum Mass Manipulation an. Am 7. Juli 2017 wurde auf dem YouTube-Kanal von Mau5trap ein Musikvideo zu Relax veröffentlicht, um für die Veröffentlichung des Albums zu werben. Einen Monat später wurde Mass Manipulation am 4. August 2017 in digitalen Download-Stores und am 6. Oktober 2017 auf Vinyl veröffentlicht.
2018 wurde Mass Manipulation bei den Juno Awards zum besten elektronischen Album des Jahres gekürt.
Am 1. Juni 2018 kündigte Rezazadeh ihr zweites Studioalbum Certain Kind of Magic an. Das Album wurde am 3. August 2018 über Mau5trap veröffentlicht. Seine Lead-Single Witching Hour wurde am 4. Juni 2018 veröffentlicht. Die zweite Single des Albums, Hex, entstand in Zusammenarbeit mit 1788-L und wurde am 29. Juni 2018 veröffentlicht.

### 2019–heute:Beyond the Senses&Spiral
Am 14. Mai 2019 gab Rezz auf Twitter bekannt, dass ihre EP Beyond the Senses am 24. Juli erscheinen soll. Am folgenden Tag veröffentlichte sie die Single Dark Age. Am 12. Juni veröffentlichte sie eine Zusammenarbeit mit der amerikanischen Band Underoath mit dem Titel Falling.
Im Jahr 2021 arbeiteten Rezz und Deadmau5 zusammen, um eine Single namens Hypnocurrency auf mau5trap zu veröffentlichen.
Rezz ist auch in Secret Sky 2021 aufgetreten und wurde angekündigt, ebenfalls dabei zu sein.
Am 21. Mai 2021 arbeitete Rezz mit Dove Cameron zusammen, um ein Song namens Taste of You zu veröffentlichen.
Am 19. November 2021 veröffentlichte Rezz Spiral, ihr 4. Album.

## Diskographie

### Studioalben
| Titel                                                                     | Information                                                                           | Peak chart positions   | Peak chart positions         | Peak chart positions  |
| Titel                                                                     | Information                                                                           | Billboard Charts Dance | Billboard Charts Heatseekers | Billboard Charts Ind. |
| ------------------------------------------------------------------------- | ------------------------------------------------------------------------------------- | ---------------------- | ---------------------------- | --------------------- |
| Mass Manipulation                                                         | - Released: 4. August 2017 - Label: Mau5trap - Formate: CD, Digitaler Download, Vinyl | 16                     | 14                           | 30                    |
| Certain Kind of Magic                                                     | - Released: 3. August 2018 - Label: Mau5trap - Formate: Digitaler Download, Vinyl     | 12                     | 8                            | 19                    |
| Spiral                                                                    | - Released: 19. November 2021 - Label: - - Formate: Digitaler Download                | 6                      | 13                           | —                     |
| „—“ bedeutet, dass es nicht in diesem Land gechartet oder released wurde. |                                                                                       |                        |                              |                       |

### EPs
| Titel                                                                     | Information                                                                      | Charts                     |
| Titel                                                                     | Information                                                                      | Billboard Dance Charts\|US |
| ------------------------------------------------------------------------- | -------------------------------------------------------------------------------- | -------------------------- |
| Insurrection                                                              | - Released: 20. Juli 2015 - Label: Owsla / NEST HQ - Formate: Digitaler Download | —                          |
| The Silence Is Deafening                                                  | - Released: 22. Januar 2016 - Label: Mau5trap - Formate: Digitaler download      | —                          |
| Something Wrong Here                                                      | - Released: 7. Oktober 2016 - Label: Mau5trap - Formate: Digitaler download      | 18                         |
| Beyond the Senses                                                         | - Released: 24. Juli 2019 - Label: - - Formate: Digitaler Download, Vinyl        | —                          |
| „—“ bedeutet, dass es nicht in diesem Land gechartet oder released wurde. |                                                                                  |                            |

### Singles
| Titel                                                                     | Jahr | Peak chart positions | Album                 |
| Titel                                                                     | Jahr | Billboard Charts     | Album                 |
| ------------------------------------------------------------------------- | ---- | -------------------- | --------------------- |
| „Alien“ (mit Raito)                                                       | 2016 | —                    |                       |
| „Fourth Impact“ (mit K?d)                                                 | 2017 | —                    |                       |
| „Psycho“ (mit Isqa)                                                       | 2017 | —                    |                       |
| „I“                                                                       | 2017 | —                    |                       |
| „Silent Hill“                                                             | 2017 | —                    |                       |
| „Relax“                                                                   | 2017 | —                    | Mass Manipulation     |
| „Diluted Brains“                                                          | 2017 | —                    | Mass Manipulation     |
| „Premonition“ (mit Knodis)                                                | 2017 | —                    | Mass Manipulation     |
| „Drugs!“ (mit 13)                                                         | 2017 | —                    | Mass Manipulation     |
| „Witching Hour“                                                           | 2018 | —                    | Certain Kind of Magic |
| „Hex“ (mit 1788-L)                                                        | 2018 | —                    | Certain Kind of Magic |
| „Flying Octopus“                                                          | 2018 | —                    | Certain Kind of Magic |
| „Mixed Signals“                                                           | 2018 | —                    |                       |
| „Dark Age“                                                                | 2019 | —                    | Beyond the Senses     |
| „Falling“ (featuring Underoath)                                           | 2019 | —                    | Beyond the Senses     |
| „Kiss of Death“ (mit Deathpact)                                           | 2019 | —                    | Beyond the Senses     |
| „Criminals“                                                               | 2019 | —                    |                       |
| „Hell on Earth“ (mit Yultron)                                             | 2019 | —                    |                       |
| „Into the Abyss“ (mit Zeds Dead)                                          | 2020 | 47                   |                       |
| „Someone Else“ (mit Grabbitz)                                             | 2020 | 16                   |                       |
| „Orbit“                                                                   | 2020 | —                    |                       |
| „Sacrificial“ (featuring Pvris)                                           | 2021 | —                    | Spiral                |
| „Hypnocurrency“ (mit deadmau5)                                            | 2021 | 14                   |                       |
| „Taste of You“ (featuring Dove Cameron)                                   | 2021 | 26                   | Spiral                |
| „Chemical Bond“ (mit Deathpact)                                           | 2021 | 29                   | Spiral                |
| „Let Me In“ (mit Fknsyd)                                                  | 2021 | 43                   | Spiral                |
| „Menace“                                                                  | 2022 | 50                   |                       |
| „Puzzle Box“                                                              | 2022 | 22                   |                       |
| „Arcturus“ (mit Seven Lions)                                              | 2022 | —                    |                       |
| „—“ bedeutet, dass es nicht in diesem Land gechartet oder released wurde. |      |                      |                       |

### Remixes
| Titel                  | Jahr | Originalkünstler                    |
| ---------------------- | ---- | ----------------------------------- |
| „This Is the New Shit“ | 2015 | Marilyn Manson (Band)               |
| „Conquistador“         | 2015 | Jean-Michel Jarre und Gesaffelstein |
| „Without a Trace“      | 2016 | Kill the Noise                      |
| „Slip“                 | 2016 | Deadmau5                            |
| „Clear“                | 2017 | No Mana und Zashanell               |
| „I Could Be Anything“  | 2018 | The Glitch Mob (featuring Elohim)   |
| „Divinity“             | 2018 | Porter Robinson                     |
| „Violence“             | 2020 | Grimes and i_o                      |

### Musikvideos
| Title                                   | Jahr | Regie                           | Album                 |
| --------------------------------------- | ---- | ------------------------------- | --------------------- |
| „Paranoid“                              | 2016 | Alison Honey                    | Something Wrong Here  |
| „Relax“                                 | 2017 | Tyler Hynes                     | Mass Manipulation     |
| „Premonition“ (mit knodis)              | 2017 | Luis Colindres                  | Mass Manipulation     |
| „Flying Octopus“                        | 2018 | Aoífe Doyle and Stefan Grambart | Certain Kind of Magic |
| „Falling“ (featuring Underøath)         | 2019 | Colin G. Cooper                 | Beyond the Senses     |
| „Taste of You“ (featuring Dove Cameron) | 2021 | Felicity Jayn Heath             | Spiral                |
| „Let Me In“ (mit Fknsyd)                | 2021 | Biagio Musacchia                | Spiral                |
| „Out Of My Head“ (mit Shadow Cliq)      | 2022 | Ruben Frosali                   | Spiral                |

## Preise und Nominierungen
DJmag.com Top 100 DJs Poll
- 2020 Beste Neueinsteigerin, 57.-bester DJ[30]
- 2021 45.-bester DJ[31]
- 2022 55.-bester DJ
- 2023 56.-bester DJ

International Dance Music Awards (IDMA)
- 2020 Beste weibliche Bass-DJ (nominiert)[32]

Juno Awards
| Jahr | Award       | Kategorie                    | Werk                  | Ergebnis  | Ref.   |
| ---- | ----------- | ---------------------------- | --------------------- | --------- | ------ |
| 2018 | Juno Awards | Electronic Album of the Year | Mass Manipulation     | gewonnen  |        |
| 2019 | Juno Awards | Electronic Album of the Year | Certain Kind of Magic | nominiert | [ 33 ] |
| 2020 | Juno Awards | Electronic Album of the Year | Beyond the Senses     | gewonnen  | [ 34 ] |